# Colégio Municipal de Ensino Secundário de Hamamatsu
Colégio Municipal de Ensino Secundário de Hamamatsu (浜松市立高等学校, Hamamatsu-shiritsu Kōtōgakkō) é uma escola secundária em Hamamatsu, Japão, operado pelo governo da cidade.

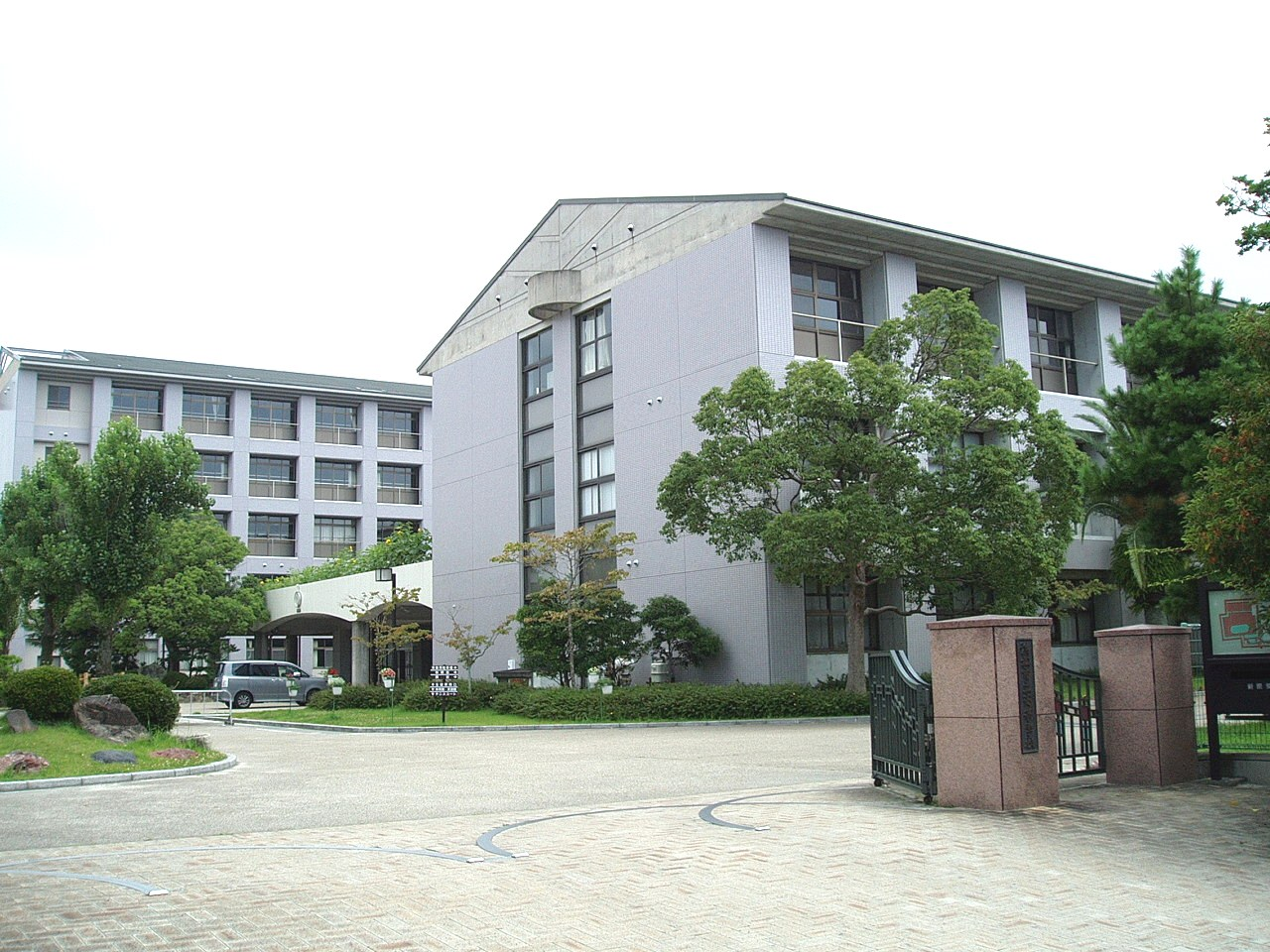
Vista da entrada principal

Porque a cidade de Hamamatsu tem um das populações não japonesas maiores no país, 60% do qual está composto de brasileiros, há uma significativa inscrição de estudantes que não falam japonês como língua primária.  Estudantes não japoneses estão colocados em classes especiais.